# Biètre
La Biètre est une rivière française d'une longueur de 17,2 km, dont le cours est entièrement situé dans le département de la Côte-d'Or et qui se jette dans la Vouge.

## Géographie
Elle prend sa source à 200 m d'altitude dans le village de Marliens.
Elle traverse les communes de Tart-le-Haut, Échigey, Aiserey où elle passe sous le Canal de Bourgogne, Brazey-en-Plaine avant de rejoindre la Vouge à Saint-Usage.

## Affluents
- L'Oucherotte, 14,6 km, dont la source à Fauverney est la résurgence d'une petite partie de l'eau de l'Ouche.

## Communes traversées
Par ordre alphabétique :
- Aiserey
- Brazey-en-Plaine
- Échigey
- Marliens
- Saint-Usage
- Tart-le-Haut